# Mnica
Mnica – struga w woj. zachodniopomorskim, w powiecie drawskim; dopływ jeziora Ostrowiec, którego wody odbiera górny bieg rzeki Brzeźnickiej Węgorzy – Ostrowitnica.
Mnica bierze swe źródło na południowy wschód od wsi Studnica, w gminie Drawsko Pomorskie, na Równinie Drawskiej. Struga płynie w kierunku północno-wschodnim i przepływa przez jezioro Mielinek. Następnie płynie do jeziora Ostrowiec, do którego uchodzi przy południowym brzegu.
Do 1945 roku struga posiadała niemiecką nazwę Die Minitz.